# 馬努耶爾貝爾格拉諾將軍縣
26°15′0″S 53°39′0″W / 26.25000°S 53.65000°W

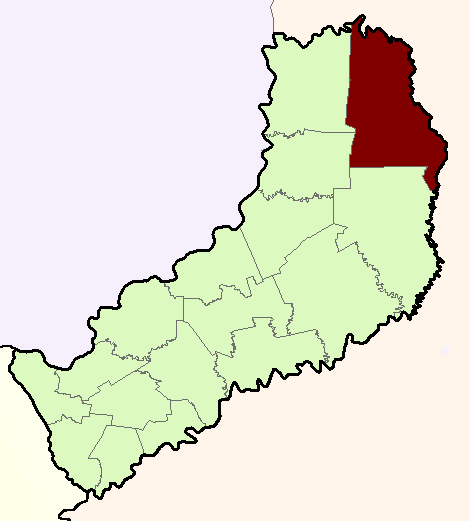

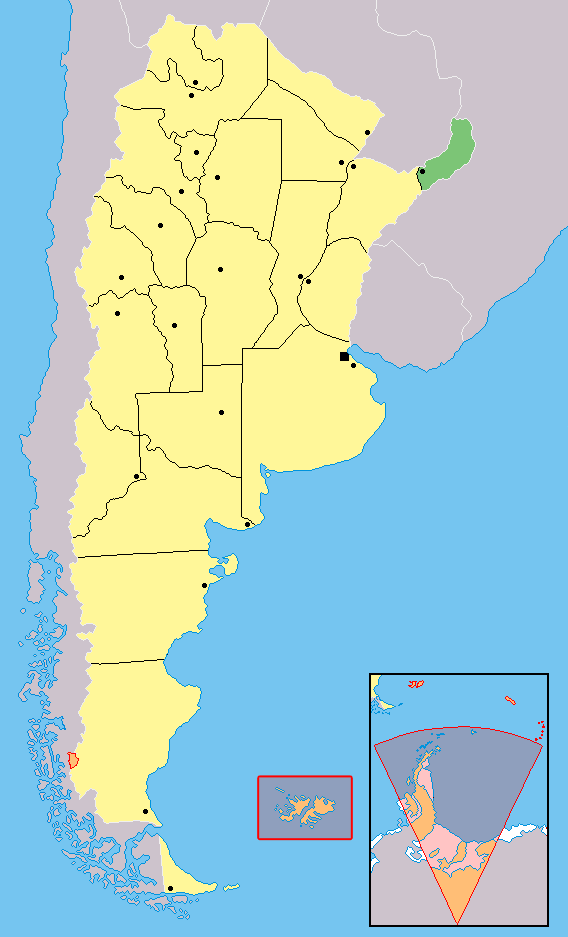

馬努耶爾貝爾格拉諾將軍縣（西班牙語：Departamento General Manuel Belgrano），是阿根廷的縣份，位於該國東北部米西奧內斯省，首府設於貝爾納多德伊里戈延，面積1,960平方公里，2010年人口78,221，人口密度每平方公里39.91人。